# کوخولین

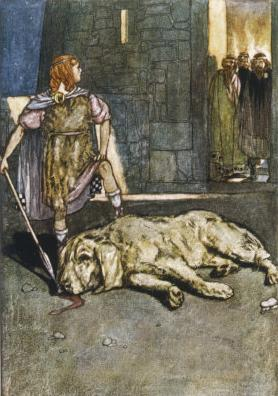
ستانتا سگ کولین را می‌کشد اثر استفان رید

کوخولین یا کوهولین(Cúchulainn ,تلفظ ایرلندی: [ku:ˈxʊlˠɪnʲ] (); در زبان به معنای ایرلندی برای سگ شکاری کولان) است. کوخالین یک قهرمان افسانه ای ایرلندی و فرهنگ عامه اسکاتلندی و جزیره مانکس است. او صورت تجسم یافتهٔ ایزد لوغ و پسر اوست. مادر او دتسینه یک انسان است.
کوخالین همانندی‌های بسیاری با رستم و افسانه‌های ژرمنی هیلدنبرند و هرکول یونانی دارد که سرچشمهٔ یکسانی را برای این افسانه‌های هند و اروپایی پیشنهاد می‌کند اما از نگاه زبانشناسی و انسان‌شناسی و باستان‌شناسی گواهی برای این ادعا پیدا نشده‌است.

## کودکی کوهولین
کوهولین در بدو تولد ستانتا نام داشت. مادر او دچتیر, دختر کونچوبار شاه منطقه اولستر ایرلند, بود. اگرچه دچتیر با یک دروئید (کاهن یا روحانی نزد اقوام سلت باستان) به نام سوالتیم ازدواج کرد اما پدر واقعی کوهولین لوگ (از ایزدان توآتا دی دانان) بود. ستانتا (کوهولین آینده) از همان دوران کودکی بدنی نیرومند و ورزیده داشت به طوری که در هفت سالگی سگ نگهبان عظیم الجثه‌ای که متعلق به آهنگری به نام کولین بود, را کشت و خودش به جای آن سگ نگهبانی از آهنگری را برعهده می‌گیرد. به همین سبب ستانتا به سگ کولین (کو در ایرلندی باستان به معنای سگ هست) معروف شد. کوهولین نزد سایر فرزندان اشراف و نظامیان تحصیل کرد و بعدها از پهلوانان دلاور گروهی به نام شاخه سرخ شد که ظاهرا محفل نظامی سری در اولستر بود.

## مسافرت به اسکاتلند
کوهولین برای تکمیل آموزش‌هایش نزد زن جادوگری به نام اسکاتباخ در سرزمین آلبو رفت که امروزه اسکاتلند در نظر گرفته می‌شود. کوهولین فنون سحر و جادو را از اسکاتباخ آموخت. در نهایت شاگرد قدرشناس و وفادار اسکاتباخ قبل از خروج از اسکاتلند حریف و رقیب اسکاتباخ یعنی آیفه جادوگر که او نیز زن جادوگری بود, را مغلوب کرد. بعدها آیفه از کوهولین صاحب فرزندی به نام کنلاچ شد.

## عشق به امر (آویر)
پس از بازگشت به ایرلند, کوهولین عاشق زنی به نام امر (که در ایرلندی آویر تلفظ می‌شود) شد. امر دختر جادوگری به نام فورگال ماناخ بود. فورگال مخالف ازدواج دخترش با کوهولین بود و حتی امر را در اتاقی حبس کرد تا دست کوهولین به او نرسد. به همین سبب کوهولین به قصر فورگال یورش برد و همه اعضای قصر از جمله نگهبانان و پدر امر را به قتل رساند و سپس با امر ازدواج کرد.

## چرخه اولستر و غارت گله کولی

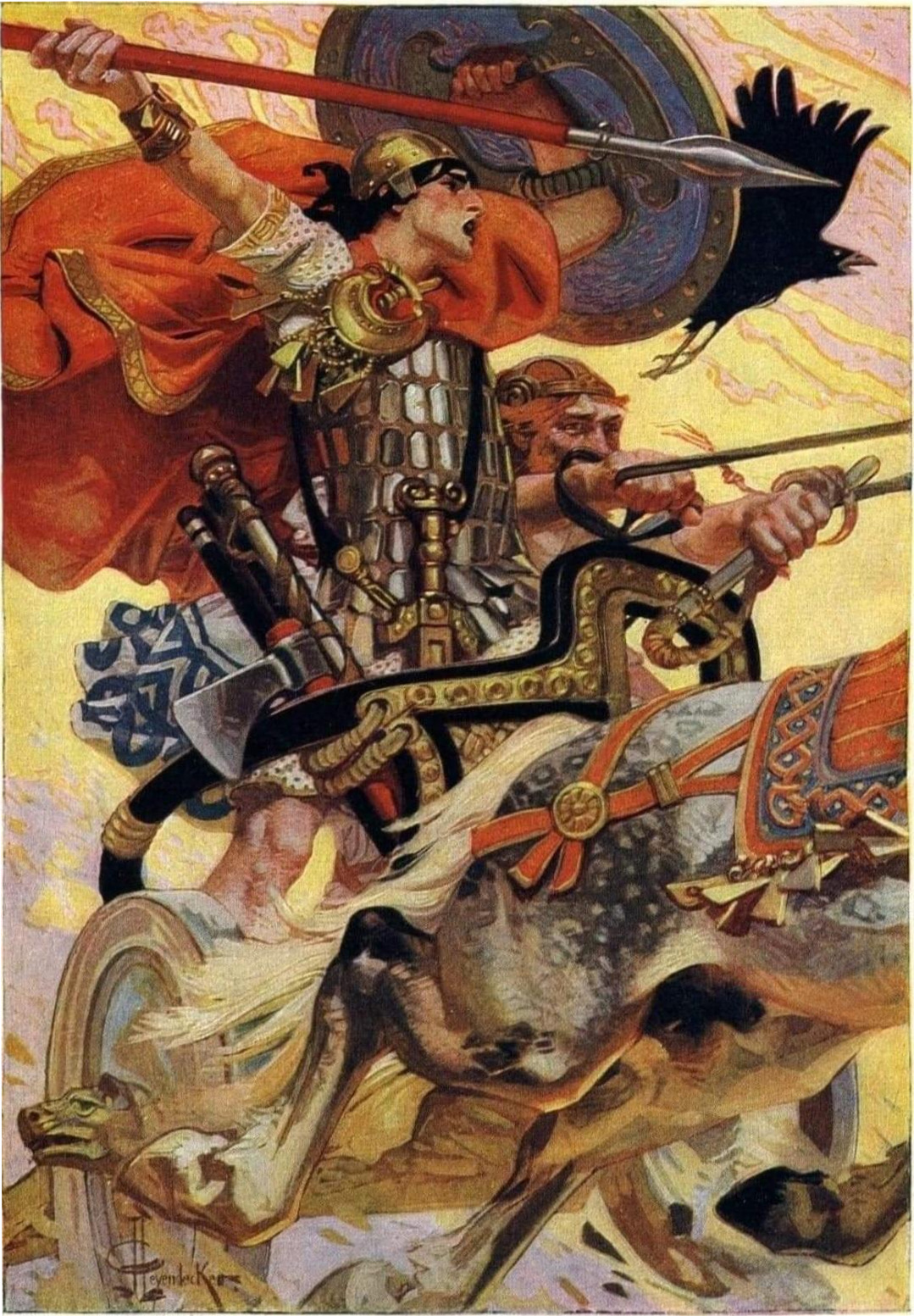
کوهولین در نبرد اثر جوزف کریستین لیندکر

کوهولین اهل ایالت اولستر ایرلند بود که شاهی به نام کونچوبار مک نسا بر آن حکمرانی می‌کرد. در یکی دیگر از ایالات ایرلند به نام کوناکت, زنی به نام مدب به همراه شوهرش ایلیل بر آن حکمرانی می‌کردند. حرص و آز ملکه مدب برای به دست آوردن گاو جادویی و عظیم الجثه به نام کولنا که در قلمرو اولستر بود, آتش جنگی را در ایرلند شعله ور ساخت که به چرخه اولستر معروف می‌باشد. این داستان را در کتابی به نام تان بوکولنا یا غارت گله گاو کولی روایت کرده‌اند. ملکه مدب در هنگامی که مردان اولستر در اثر نفرین ماخا, دچار ضعف و بیماری شدند به اولستر یورش برد اما کوهولین بدان سبب که تبارش به ایزد لوگ (از ایزدان توآتا دی دانان) می‌رسید از این نفرین مصون بود. کوهولین لشکر مدب را شکست داد و پیروزی‌های بزرگ در جنگ به دست آورد. در این جنگ پدر او, ایزد لوگ, با نوشابه سحرآمیز به مداوای زخم‌هایش می‌پرداخت و ایزدبانو موریگان (از دیگر ایزدان توآتا دی دانان) با مشاوره‌هایش او را در جنگ راهنمایی می‌کرد. 

## عشق به فاند

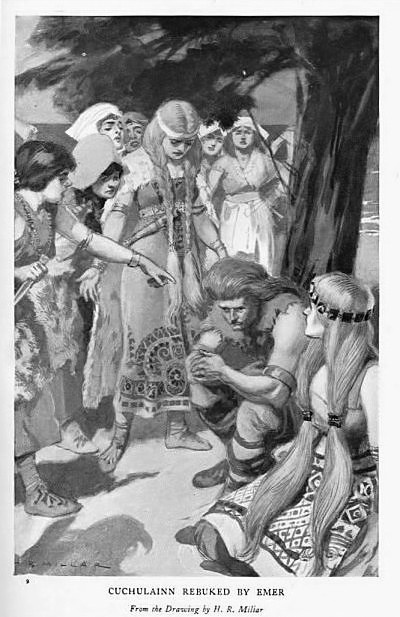
امر, کوهولین را سرزنش می‌کند اثر هارولد رابرت میلر

فاند همسر مانانان مک لیر از ایزدان برجسته توآتا دی دانان بود و خود نیز یک از اعضای توآتا دی دانان بود. فاند و کوهولین با وجود متأهل بودن, عاشق یک دیگر شده بودند. فاند با کوهولین بر سر رودخانه‌ای قرار گذاشت اما امر با حضور در آنجا هر دو را غافلگیر کرد. فاند به شدت تحت تأثیر گریه‌های امر قرار گرفت, کوهولین را رها کرد تا سراغ شوهر سابقش مانانان بازگردد که او نیز پشیمان شده بود و به دنبال فاند بود. گفته می‌شود که با وجود معشوقه‌های فراوان کوهولین, امر هیچ وقت به آن‌ها حسادت نکرد اما ماجرای فاند به غیرت او بر خورد. 

## کشتن فرزند
کُنلا پسر کوخولین از زنی به نام آیف، در جستجوی پدر به ایرلند می‌آید اما کوخولین او را یک متجاوز پنداشته و هنگامی که از شناسندن خود سر باز می‌زدند او را می‌کشد. هنگامی که کوهولین به هویت واقعی کنلاچ پی می‌برد, به شدت افسرده و دیوانه می‌شود و از آن پس برای همیشه غمگین می‌ماند.

## مرگ کوهولین

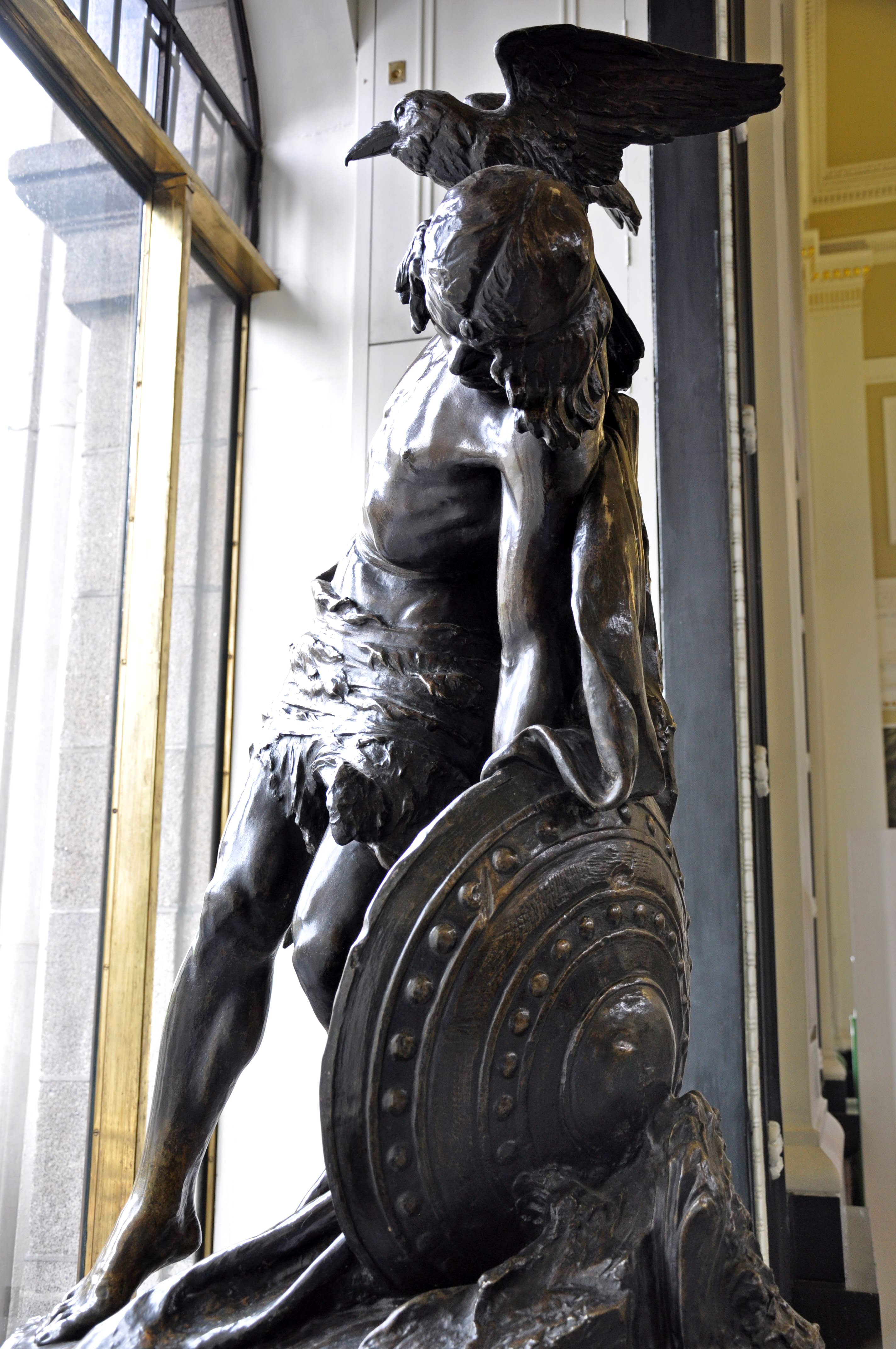
پیکره برنزی کار اولیور شفرد (1916) که امروزه در اداره مرکزی پست دوبلین نگهداری می‌شود. کوهولین را در حالی نشان می‌دهد که الهه کلاغ شکل موریگان یا بدو بر شانه او نشسته و نشان می‌دهد که نزدیک شدن به وی خطری ندارد. کوهولین خود را به درختی بسته تا ایستاده مرده باشد.

در نهایت که کوهولین پس از ماجرای کنلاچ تضعیف و ناامید شده است, توسط مزدوران مدب به قتل می‌رسد اما حتی هنگام مرگ نیز او با کمربند خود را به ستون سنگی وصل می‌کند تا ایستاده بمیرد و حتی هنگامی که خون از بدنش جاری است, دستی مزدور کوناکتی مدب که می‌خواست سر او را به عنوان غنیمت ببرد, قطع می‌کند. 

## یادداشت
1. ↑  Cowley Young, Blanche (1959). How the Manx Cat Lost Its Tail and Other Manx Folk Stories. New York: McKay. pp. 17–18. Retrieved 28 November 2011.
2. ↑  Ward, Alan (2011). The Myths of the Gods: Structures in Irish Mythology. p.13
3. ↑  Evans-Wentz, Walter (1911). The Fairy-Faith in Celtic Countries, p.369
4. ↑  Hull, Eleanor (1898). The Cuchullin Saga in Irish Literature.
5. ↑  M. Connell: The Medieval Hero: Christian and Muslim Traditions. Ed. Dr. Müller. 2008. p. 227
6. ↑  A. Häusler, Indogermanische Altertumskunde, pp.406-407, In: H. Beck, D. Geuenich, H. Steuer, Reallexikon der Germanischen Altertumskunde, vol. 15, 2000, pp.402-408)
7. ↑  Sétanta
8. ↑  Deichtire (البته در برخی منابع به صورت Deichtine از او یاد شده است. همچنین در برخی منابع دچتیر نه دختر بلکه خواهر کونچوبار می‌باشد)
9. ↑  گرین، میراندا جین. اسطوره‌های سلتی. مترجم: عباس مخبر. ص. ۲۶.
10. ↑  Red Branch
11. 1 2  گریمال، پی‌یر. اساطیر جهان. ج. ۵. مترجم: مانی صالحی علامه. ص. ۳۲.
12. ↑  Scatbach
13. ↑  Albu
14. ↑  Emer
15. ↑  Avair
16. ↑  The Cattle Raid of Cooley
17. 1 2  گریمال، پی‌یر. اساطیر جهان. ج. ۵. مترجم: مانی صالحی علامه. ص. ۳۳.
18. ↑  Fand
19. ↑  Manannán mac Lir (مانانان پسر لیر)
20. ↑  گرین، میراندا جین. اسطوره‌های سلتی. مترجم: عباس مخبر. ص. ۲۹.